# Ficus glumosa
Ficus glumosa är en mullbärsväxtart som beskrevs av Del.. Ficus glumosa ingår i släktet fikonsläktet, och familjen mullbärsväxter. Inga underarter finns listade i Catalogue of Life.

## Bildgalleri

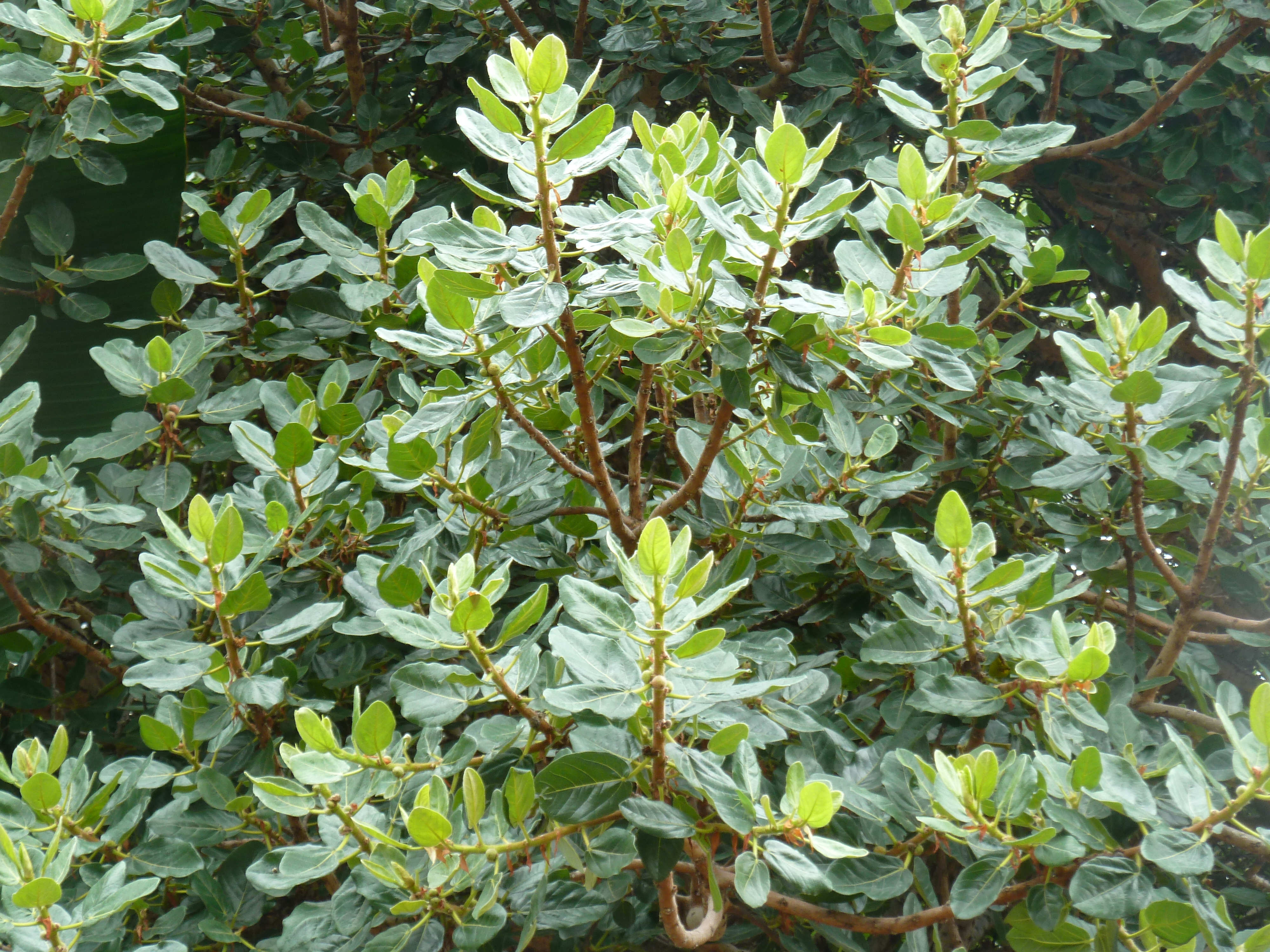